# Тютчев, Иван Артамонович
Ива́н Артамо́нович Тю́тчев (1834—1892) — русский химик, кристаллограф.

## Биография
Родился 20 марта (1 апреля) 1834 года в семье Артамона Павловича (1794 — после 1858) и Марии Петровны Тютчевых — тамбовских дворян, имевших имения в Козловском, Кирсановском и Борисоглебском уездах.
Воспитывался в пансионе Эмме,затем — в Училище правоведения (1847—1852). В 1856 году окончил естественное отделение физико-математического факультета Санкт-Петербургского университета со степенью кандидата.
В частной химической лаборатории Н. Н. Соколова и А. Н. Энгельгардта сделал своё первое исследование, послужившее ему магистерской диссертацией: «О гликолях вообще и о вновь полученном соединении бензойно-кислом кюмоле» (СПб.: тип. Ю. Штауфа, 1858. — 39 с.). В 1857 году получил должность младшего профессора Горыгорецкого земледельческого института, через год стал старшим профессором, впоследствии был деканом института. Ездил в командировку в Германию, Францию и Бельгию.
С 1862 года работал в Киевском университете, сначала и. д. экстраординарного профессора по кафедре химии. В 1866 году за диссертацию «О химической формуле везувиана» (СПб.) был удостоен степени доктора химии и в 1867 году утверждён ординарным профессором. В 1869 году был назначен директором Института сельского хозяйства и лесоводства в Новой Александрии.
В 1875 году был назначен директором исправительной колонии возле Санкт-Петербурга (причины смены деятельности неизвестны).
Затем был управляющим учебным отделом Министерства путей сообщения. Умер 8 (20) декабря 1892 года. Похоронен на Волковском православном кладбище.

## Семья
Жена — Надежда Андреевна. Их дети: Надежда (род. 1844; по мужу Булычева), Иван (род. 1859), Александра (род. 1861; по мужу Безсонова), Николай (род. 1866), Евгения (род. 1869), Лидия (род. 1872).